# Воронежский заповедник
Воро́нежский запове́дник (Воронежский государственный природный биосферный заповедник имени В. М. Пескова) — заповедник в Воронежской и Липецкой областях. Находится в ведении Министерства природных ресурсов и экологии Российской Федерации.

## Основные сведения
Заповедник находится в лесостепной зоне. Площадь Воронежского государственного заповедника чуть более 31 тысячи гектаров. Он располагается на территории Липецкой и Воронежской областей и хранит уникальную природу Усманского бора с его богатейшей флорой и фауной. Здесь встречаются 228 видов птиц, 61 вид млекопитающих, в том числе волки, лисицы, енотовидные собаки, кабаны, лоси, косули и благородный европейский олень. В реках и озёрах на территории заповедника встречается 39 видов рыб, 9 — земноводных, 7 — пресмыкающихся и 1 вид миног. Лес преимущественно сосновый с примесью дуба, но встречаются также и чистые дубравы. Сосна занимает 32 %, дуб 29 %, осина 19 %, берёза 6 % и ольха 5 %. В поймах рек Усмани и Ивницы обычны ольшаники. Произрастает более 1000 видов растений. Обитают 60 видов млекопитающих: обыкновенная лисица, лось, речная выдра, волк, обыкновенный ёж, обыкновенная белка, крапчатый суслик, лесная соня, обыкновенный бобр, большой тушканчик, серый хомячок, обыкновенный хомяк, рыжая полёвка, степная пеструшка, ондатра, водяная полёвка, тёмная полёвка, обыкновенная полёвка, восточноевропейская полёвка, мышь-малютка, полевая мышь, лесная мышь, желтогорлая мышь, домовая мышь, серая крыса, чёрная крыса, заяц-русак, заяц-беляк, русская выхухоль, малая белозубка, малая бурозубка, обыкновенная бурозубка, малая кутора, обыкновенная кутора, ночница Наттерера, усатая ночница, водяная ночница, прудовая ночница, бурый ушан, рыжая вечерница, гигантская вечерница, малая вечерница, лесной нетопырь, нетопырь-карлик, поздний кожан, двухцветный кожан, енотовидная собака, каменная куница, лесная куница, ласка, горностай, лесной хорёк, степной хорёк, американская норка, барсук, кабан, благородный олень, европейская косуля, подземная полёвка, мышовка Штранда. Обитание 8 видов (крапчатый суслик, большой тушканчик, серый хомячок, степная пеструшка, подземная полёвка, мышовка Штранда, заяц-беляк и степной хорёк) находится под вопросом. В заповеднике также встречаются 39 видов рыб, причём все они встречаются в реке Воронеж (на территории Воронежского заповедника) см. статью Воронеж (река), 1 вид круглоротых, 5 видов рептилий и 7 видов амфибий. В Красную книгу России из обитающих в заповеднике занесены выхухоль, змееяд, орёл-могильник, беркут, орлан-белохвост и другие.

## Цели и задачи
- осуществление охраны природных территорий в целях сохранения биологического разнообразия и поддержания в естественном состоянии охраняемых природных комплексов и объектов;
- организация и проведение научных исследований, включая ведение Летописи природы;
- осуществление экологического мониторинга;
- экологическое просвещение;
- участие в государственной экологической экспертизе проектов и схем размещения хозяйственных и иных объектов;
- содействие в подготовке научных кадров и специалистов в области охраны окружающей природной среды.

## Исторические вехи
Один из старейших заповедников в России расположен в 40 км к северу от центра Воронежа, в непосредственной границе с его отдалённой частью — посёлком Краснолесный. Создан в 1923 году постановлением № 66 Воронежского губземотдела губисполкома. В 1927 году Совет Народных Комиссаров РСФСР утвердил положение о «Государственном охотничьем бобровом заповеднике». Площадь 31 053 га.
Так получилось, что у Воронежского заповедника — две даты рождения. В начале прошлого века благодаря стараниям местного лесничего Спицына Н. И. Московский университет отправил в наши края экспедицию во главе с профессором С. И. Огневым. Учёные подтвердили, что в Усманском бору ещё обитают бобры. Надо заметить, что в то время этот удивительный зверь был почти истреблён по всей стране. Необходимо было организовать охрану бобров. И с этой целью 3 декабря 1923 года был учреждён Бобровый заповедник в полосе шириной 2 версты вдоль русел рек Усмань, Ивница, Мещерка, Кривка. И поначалу он находился в подчинении у местных властей Воронежской губернии. А 19 мая 1927 года заповедник объявили государственным.
За почти век существования Воронежский заповедник прославился своими научными достижениями: в заповеднике был создан первый в мире экспериментальный бобровый питомник для размножения и изучения бобра. Сотрудники нашего заповедника также достигли успехов в отлове и расселении европейского благородного оленя и кабана. С 1940 года берет начало изучение паразитических организмов как специализированное направление научно-исследовательской работы Воронежского заповедника. Данное направление исследований с 1952 года возглавил В. А. Ромашов, который создал на базе заповедника Лабораторию паразитологии.
В 1985 решением Бюро Международного Координационного Совета программы «Человек и биосфера» (MAB) Воронежскому заповеднику был присвоен статус биосферного резервата ЮНЕСКО. Это высокое звание было дано заповеднику за многолетние исследования воздействия человека на природу. Заповедник вошёл в международную сеть биосферных резерватов, осуществляющих мониторинг за состоянием окружающей среды.
Федеральное государственное бюджетное учреждение «Воронежский государственный природный биосферный заповедник», на основании Приказа Министра природных ресурсов и экологии РФ № 71 от 26 марта 2009 г., осуществляет охрану территории, а также мероприятия по сохранению биологического разнообразия и поддержанию в естественном состоянии природных комплексов и объектов двух государственных заказников:
- Государственного природного заказника федерального значения «Каменная степь»
- Государственного природного заказника федерального значения «Воронежский»

23 августа 2013 года Воронежскому заповеднику было присвоено имя известного писателя, журналиста В. М. Пескова. Теперь заповедник именуется ФГБУ «Воронежский государственный природный биосферный заповедник им. В.М. Пескова»
5 ноября 2013 года Воронежскому государственному природному биосферному заповеднику им. В.М. Пескова присвоен Знак экологической ответственности GREEN TOURISM за экологическое просвещение, развитие и продвижение экологического туризма.

## Объекты Воронежского заповедника
Воронежский заповедник был создан в 1923 году для сохранения исчезающего вида животных — речного бобра.

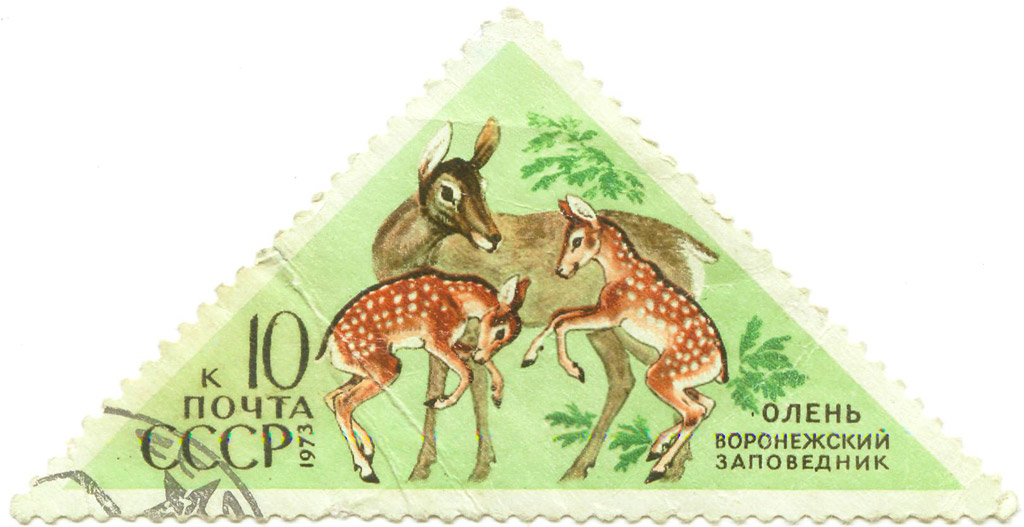
Заповедник на почтовой марке

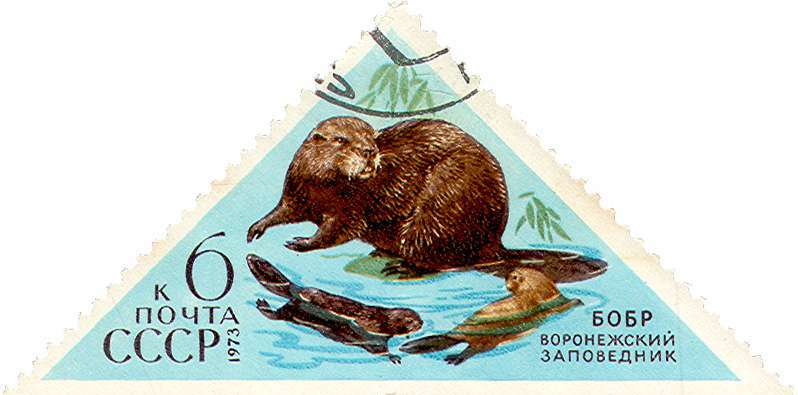
Заповедник на почтовой марке

Музей природы существует в заповеднике с 1934 г. Площадь современной экспозиции составляет 822 м² — пять больших залов, в которых разместились художественно оформленные диорамы с характерными для заповедника видами животных и растений, информационные стенды и макеты, коллекция рогов благородного европейского оленя, энтомологические коллекции.
Кроме Музея природы, на Центральной усадьбе заповедника находятся дендропарк, 418-летний дуб, единственный в России экспериментальный бобровый питомник. В 2020 году здесь установили памятник писателю, журналисту Василию Пескову.
На территории заповедника находится действующий Толшевский Спасо-Преображенский монастырь.

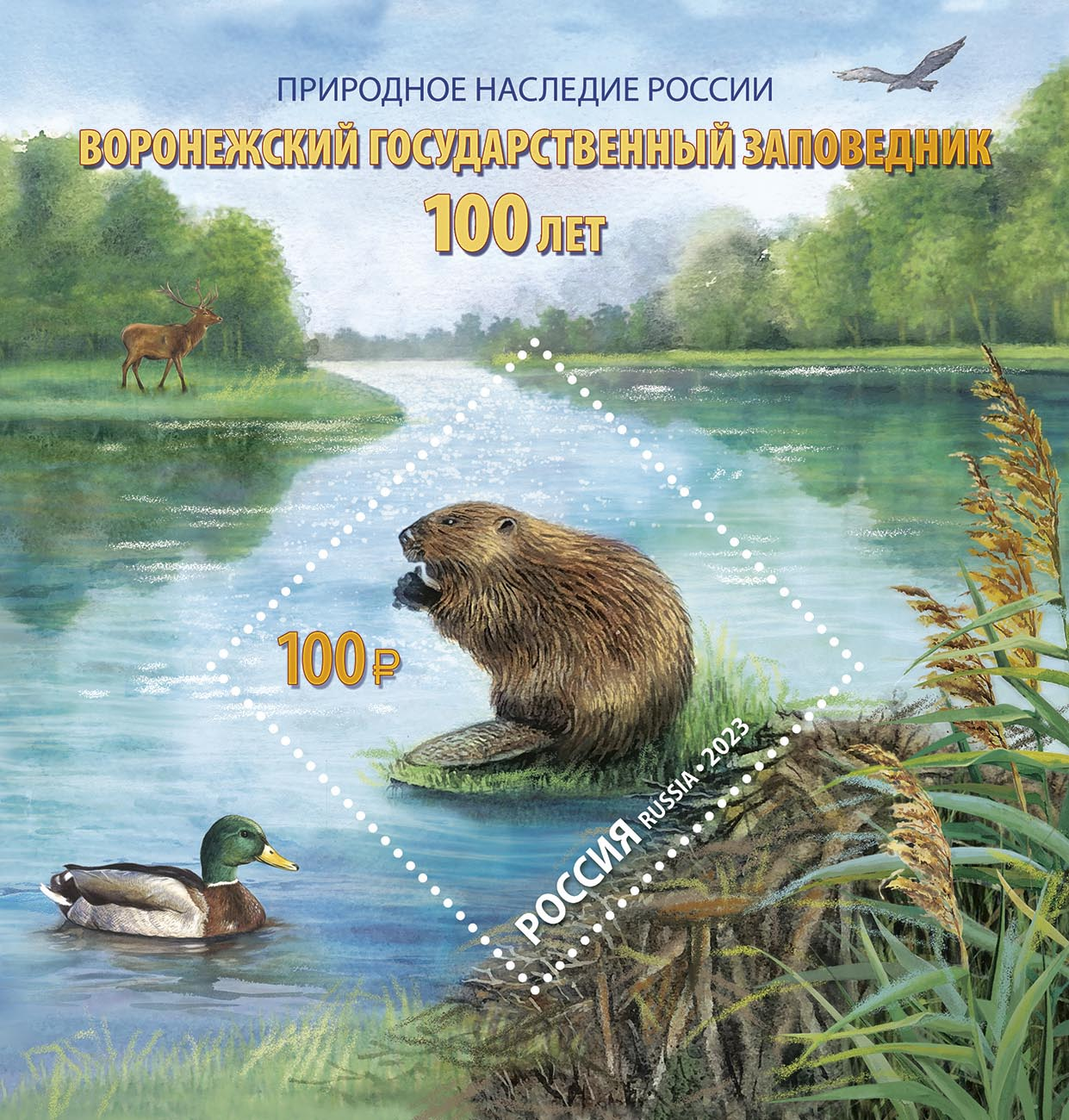
Почтовый блок 2023 года. 100 лет Воронежскому государственному природному биосферному заповеднику им. В. М. Пескова

Сегодня гости заповедника могут посетить:
- Музей природы;
- Информационный центр «Знакомьтесь — Воронежский заповедник!»;
- Бобровый городок с тремя экскурсионными объектами (шед с бобрами, Бобронариум, интерактивный музей «Дом бобра»);
- Экологические тропы «Заповедная сказка» и «Черепахинская»;
- Верёвочный парк «Ёжкины дорожки»;
- Музей В. М. Пескова;
- Музей пожаров.

Воронежский заповедник был и остаётся жемчужиной Черноземья. Открытый современности, хранящий природное и культурное наследие, ставящий перед собой высокие задачи и способный преодолевать любые препятствия — таким вступает заповедник в своё новое десятилетие.

## Птицы заповедника
Птицы — самые многочисленные позвоночные заповедника: их около 200 видов, из которых гнездится около 130 видов,
в подавляющем большинстве перелётных. Осёдло живут в лесу 14 видов. В Красную книгу РФ внесены 10 видов птиц, зафиксированных на территории заповедника и его охранной зоны: орёл-могильник, беркут, орлан-белохвост, степной лунь, большой подорлик, скопа, змееяд, филин, европейский средний дятел, серый сорокопут.

## Растительность заповедника
На территории заповедника отмечено 1007 видов высших растений, 134 вида мохообразных, 133 вида лишайников и около 300 видов грибов.
В заповеднике охраняются редкие виды, включённые в Красную книгу РФ: высшие растения — рябчик русский, прострел луговой, ковыль перистый, касатик безлистный; грибы — спарассис курчавый, рогатик пестиковый, гериций коралловидный, грифола разветвлённая (гриб-баран), каштановый гриб, гиропор синеющий и паутинник фиолетовый.